# Isabel Jewell
Isabel Jewell (ur. 19 lipca 1907 w Shoshoni, Wyoming, zm. 5 kwietnia 1972 w Los Angeles) – amerykańska aktorka, znana z roli Emmy Slattery w filmie Przeminęło z wiatrem.

## Kariera
Na początku kariery grała na Broadwayu, gdzie została zauważona. We wszystkich filmach grała mało znaczące, epizodyczne role. Występowała również w radiu.
Ma swoją gwiazdę na Walk of Fame na 1560 Vine Street.

## Wybrana filmografia
- 1934: Ludzie w bieli
- 1934: Wielki gracz - Annabelle
- 1935: Opowieść o dwóch miastach - krawcowa
- 1936: Valiant Is the Word for Carrie - Lilli Eipper, siostra Franza Eippera
- 1937: Zagubiony horyzont - Gloria
- 1940: Północno-zachodnie przejście - Jennie Coit
- 1940: High Sierra - blondynka
- 1947: Żona biskupa - histeryczna matka
- 1948: Kłębowisko żmij - (niewymieniona w czołówce)
- 1962: Nietykalni (serial) - Sophie
- 1965: Strzały w Dodge City (serial) - pani Ahr